# Thursania
Thursania là một chi bướm đêm thuộc họ Erebidae.